# Pseudojanira stenetrioides
Pseudojanira stenetrioides is een pissebed uit de familie Pseudojaniridae. De wetenschappelijke naam van de soort is voor het eerst geldig gepubliceerd in 1925 door Barnard.